# Tajemnice władzy
Tajemnice władzy (org. tytuł Da lao ai mei li lub Enter the Phoenix) – hongkoński film z 2004 roku w reżyserii Stephena Funga.
Film zarobił 10 560 000 dolarów hongkońskich w Hongkongu.

## Obsada
Źródło: Filmweb

- Yuen Biao – ojciec Georgie Hunga
- Stephen Fung – Chow Siu
- Law Kar-ying – Cheung
- Chapman To – Cheung Kin
- Karen Mok – Julie
- Daniel Wu – Georgie Hung
- Eason Chan – Sam
- Jackie Chan – Cameo
- Sam Lee – Gay Man
- Nicholas Tse – Cock Head
- Kin-Yan Lee – David
- Hayama Go – stronnik Chowa